# Щенсне (Вармінсько-Мазурське воєводство)
Щенсне (пол. Szczęsne, нім. Schönwalde) — село в Польщі, у гміні Пурда Ольштинського повіту Вармінсько-Мазурського воєводства.
Населення — 388 осіб (2011).

## Демографія
Демографічна структура станом на 31 березня 2011 року:
|          | Загалом | Допрацездатний вік | Працездатний вік | Постпрацездатний вік |
| -------- | ------- | ------------------ | ---------------- | -------------------- |
| Чоловіки | 200     | 51                 | 138              | 11                   |
| Жінки    | 188     | 40                 | 127              | 21                   |
| Разом    | 388     | 91                 | 265              | 32                   |